# Hemileius trichosus
Hemileius trichosus är en kvalsterart som först beskrevs av Hammer 1958.  Hemileius trichosus ingår i släktet Hemileius och familjen Hemileiidae. Inga underarter finns listade i Catalogue of Life.